# Poolhoornbloem
De poolhoornbloem (Cerastium arcticum) is een plant die behoort tot de anjerfamilie (Caryophyllaceae). De soort komt voor in delen van Groenland, Baffineiland, Labrador, IJsland, Schotland, Noorwegen en Spitsbergen. De plant kan zo'n 20 centimeter hoog worden.
De plant groeit in over het algemeen alleen in vochtige plaatsen met open grind. De poolhoornbloem is voor het grootste deel behaard. De bloemen zijn relatief groot en wit van kleur.
... · 
C. arcticum (poolhoornbloem) · 
C. arvense (akkerhoornbloem) · 
C. brachypetalum (kalkhoornbloem) · 
C. diffusum (scheve hoornbloem) · 
C. fontanum · 
C. fontanum subsp. holosteoides (glanzige hoornbloem) · 
C. fontanum subsp. vulgare (gewone hoornbloem) · 
C. glomeratum (kluwenhoornbloem) · 
C. glutinosum (bleke hoornbloem) · 
C. pumilum (steenhoornbloem) · 
C. semidecandrum (zandhoornbloem) ·